# Hervé Cassan
Pour les articles homonymes, voir Cassan.
Hervé Cassan, né le 8 mars 1947 à Nîmes et mort le 8 mars 2021 à Saint-Denis-de-Brompton (Québec), est un diplomate, professeur et avocat, qui a d'abord connu une carrière universitaire, pour ensuite conseiller successivement deux secrétaires généraux des Nations unies : Boutros Boutros-Ghali et Kofi Annan. Il a aussi été le directeur du cabinet du secrétariat-général de la Francophonie. Il est professeur titulaire à la Faculté de droit de l'Université de Sherbrooke au Québec à partir de 2010.

## Biographie
Hervé Cassan a conduit une double carrière d’universitaire et de diplomate. En tant que diplomate, il a été Conseiller du secrétaire général de l'organisation des Nations unies à New York (Boutros Boutros-Ghali et Kofi Annan), Conseiller spécial du premier Secrétaire général de l’Organisation internationale de la Francophonie, directeur du cabinet du secrétaire général de la Francophonie,, et ambassadeur auprès des Nations unies à Genève et à New York. Il est aussi avocat et consultant international.
En tant qu’universitaire, il a été professeur titulaire de droit international à la Faculté des sciences juridiques, politiques et sociales de Lille, puis à l’université Paris-Descartes et directeur de département pendant plus de quinze ans. Il a été professeur invité à l’Académie de droit international (La Haye), à l’Institut des hautes études internationales (Genève) et à la Louisiane State University (LSU). Depuis 2010, il est professeur titulaire à la Faculté de droit de l’université de Sherbrooke. Il a donné des conférences et des enseignements dans de très nombreux pays, en Afrique, dans le monde arabe et en Asie. Il est l’auteur d’un ouvrage de référence sur le droit international du développement. 
Ses recherches portent aussi sur la médiation et la négociation internationales, ainsi que sur les procédures multilatérales de règlement des conflits. À ce titre, il est le conseiller spécial de l’Institut de recherches et d’enseignement sur la négociation (IRENE) de l’ESSEC Business School à Paris.
Marié et père de deux enfants, il meurt le 8 mars 2021 à Saint-Denis-de-Brompton (Québec), jour de son 74e anniversaire,.

## Œuvres

### Ouvrages
- Hervé Cassan et Marie-Pierre de Bailliencourt, « Traité pratique de négociation », 1re édition, Larcier Luxembourg, 2019, 376 pages.
- Hervé Cassan, Pierre-François Mercure et Mohammed Abdou Bekhechi, «Droit international du développement », Paris, Éditions A. Pedone, 5 mai 2019, 658 pages.
- Hervé Cassan (en collaboration avec G. Feuer), Droit international du Développement, 2e édition, Paris, Dalloz, 1991, 613 pages.
- Hervé Cassan, (dir.), Contrats internationaux et pays en développement, Economica, 1990, 284 pages.

### Chapitres de livres et actes de colloque
- « Humanité et développement : quelques remarques prospectives » dans La formation des normes en droit international du développement, Éditions du CNRS, 1984, p. 197-201.
- « Le Secrétaire général des Nations Unies et le règlement des conflits au Moyen-Orient » dans Colloque de l’Association tunisienne de Droit international et transnational, Tunis, juin 2009. À paraître au cours de l’année 2011.
- « Droit et pratiques de la diplomatie multilatérale de la paix » dans Cours de l’Académie de Droit international de La Haye, RCADI, Nijhoff. 2011.
- « La diplomatie multilatérale de la paix : plaidoyer pour un code de procédure » dans Mélanges V.-Y. Ghébali, Bruyland, 2007, p. 105-123.
- « Commentaires de l’article 11 § 2 et 3 p. 661-677 ; de l’article 15 § 1 p. 753-761; de l’article 24 § 3 p. 905-909 » dans Cot, Pellet et Forteau, La Charte des Nations unies : commentaire article par article, Economica, 3e édition, 2005.
- « Le patrimoine culturel subaquatique (Convention internationale de l’UNESCO) » dans Mélanges J.-P. Queneudec, Pedone, 2003, p. 127-147.
- « La vie quotidienne à l’ONU au temps de Boutros Boutros-Ghali. (suite) », dans Mélanges Boutros-Ghali, Bruyland, 1998, p. 305-325.
- « L’avenir du Conseil de sécurité : une question de méthode » dans Annuaire français de relations internationales, 2000, p. 805-816.
- « La vie quotidienne à l’ONU au temps de Boutros Boutros-Ghali (suite) » dans Mélanges H.Thierry, Pedone, 1997.
- « Rapport introductif » dans Le Statut des réfugiés dans la pratique des Nations unies, Colloque de Caen, Société française pour le droit international, Pedone, 1996, p. 16-48.
- « Le Secrétaire général et le Conseil de sécurité : un couple tumultueux » dans Colloque de Rennes, Société française pour le droit international, Pedone, 1994, p. 260-272.
- « Le consensus dans la pratique des Nations Unies », Annuaire français de droit international, 1974, p. 456-485.